# Coupe du monde de saut d'obstacles 2016-2017
Navigation
Édition précédente Édition suivante
La coupe du monde de saut d'obstacles 2016-2017 est la 39e édition de la coupe du monde de saut d'obstacles organisée par la FEI.

## Ligues

### Ligue d'Europe de l'Ouest
| Ville      | Pays        | Début            | Fin              | Vainqueur                                                   |
| ---------- | ----------- | ---------------- | ---------------- | ----------------------------------------------------------- |
| Oslo       | Norvège     | 13 octobre 2016  | 16 octobre 2016  | Alberto Zorzi sur Fair Light van't Heike                    |
| Helsinki   | Finlande    | 20 octobre 2016  | 23 octobre 2016  | Romain Duguet sur Quorida de Treho                          |
| Lyon       | France      | 26 octobre 2016  | 30 octobre 2016  | Daniel Deusser sur Equita van Zorgvliet                     |
| Vérone     | Italie      | 9 novembre 2016  | 13 novembre 2016 | Abdel Saïd sur Hope van Scherpen Donder                     |
| Stuttgart  | Allemagne   | 16 novembre 2016 | 20 novembre 2016 | Christian Ahlmann sur Taloubet Z                            |
| Madrid     | Espagne     | 24 novembre 2016 | 27 novembre 2016 | Marcus Ehning sur Comme Il Faut                             |
| La Corogne | Espagne     | 9 décembre 2016  | 11 décembre 2016 | Carlos Enrique Lopez Lizarazo sur Admara 2                  |
| Londres    | Royaume-Uni | 13 décembre 2016 | 19 décembre 2016 | Scott Brash sur Hello M'Lady                                |
| Malines    | Belgique    | 26 décembre 2016 | 30 décembre 2016 | Roger-Yves Bost sur Sydney Une Prince                       |
| Leipzig    | Allemagne   | 19 janvier 2017  | 22 janvier 2017  | Grégory Wathelet sur Corée                                  |
| Zurich     | Suisse      | 27 janvier 2017  | 29 janvier 2017  | Eduardo Álvarez Aznar sur Rokfeller De Pleville Bois Margot |
| Bordeaux   | France      | 3 février 2017   | 5 février 2017   | Julien Epaillard sur Quatrin de la Roque                    |
| Göteborg   | Suède       | 22 février 2017  | 26 février 2017  | Henrik von Eckermann sur Mary Lou 194                       |

### Ligue d'Europe centrale

#### Sous-ligue du Nord
| Ville             | Pays               | Début             | Fin               | Vainqueur                           |
| ----------------- | ------------------ | ----------------- | ----------------- | ----------------------------------- |
| Moscou            | Russie             | 16 juin 2016      | 19 juin 2016      | Benas Gutkauskas sur Pres D'Ici     |
| Olomouc           | République tchèque | 23 juin 2016      | 26 juin 2016      | Jörne Sprehe sur Luna 1509          |
| Saint-Pétersbourg | Russie             | 30 juin 2016      | 3 juillet 2016    | Victoria Krashevich sur Arinjo V    |
| Bratislava        | Slovaquie          | 22 juillet 2016   | 24 juillet 2016   | Jaclyn Duff sur Pater Noster        |
| Riga              | Lettonie           | 28 juillet 2016   | 31 juillet 2016   | Zigmantas Sarka sur Aster           |
| Pezinok           | Slovaquie          | 9 septembre 2016  | 11 septembre 2016 | Andreas Brenner sur Cronos 17       |
| Moscou            | Russie             | 15 septembre 2016 | 18 septembre 2016 | Victoria Krashevich sur Arinjo V    |
| Tallinn           | Estonie            | 7 octobre 2016    | 9 octobre 2016    | Andis Varna sur KS Coradina         |
| Siauliai          | Lituanie           | 13 octobre 2016   | 16 octobre 2016   | Rein Pill sur A Brock               |
| Leszno            | Pologne            | 20 octobre 2016   | 23 octobre 2016   | Jaroslaw Skrzyczynsky sur Quintella |
| Poznań            | Pologne            | 1er décembre 2016 | 4 décembre 2016   | Marcel Ewen sur Excenel V           |

#### Sous-ligue du Sud
| Ville       | Pays     | Début            | Fin              | Vainqueur                           |
| ----------- | -------- | ---------------- | ---------------- | ----------------------------------- |
| Celje       | Slovénie | 12 mai 2016      | 15 mai 2016      | Charlotte Bettendorf sur Queltiq    |
| Bojourichte | Bulgarie | 1er juillet 2016 | 3 juillet 2016   | Balázs Varga sur Jlo                |
| Budapest    | Hongrie  | 14 juillet 2016  | 17 juillet 2016  | Gabor Szabo Jr. sur Tompex Bolcsesz |
| Celje       | Slovénie | 24 novembre 2016 | 27 novembre 2016 | annulé                              |
| Budapest    | Hongrie  | 2 décembre 2016  | 4 décembre 2016  | annulé                              |

#### Finale de la ligue
| Ville    | Pays    | Début           | Fin             | Vainqueur                  |
| -------- | ------- | --------------- | --------------- | -------------------------- |
| Varsovie | Pologne | 23 février 2017 | 26 février 2017 | Dawid Kubiak sur Bagazza M |

### Ligue nord-américaine (côte Est)
| Ville       | Pays       | Début             | Fin               | Vainqueur                       |
| ----------- | ---------- | ----------------- | ----------------- | ------------------------------- |
| Bromont     | Canada     | 27 juillet 2016   | 31 juillet 2016   | Jonathan McCrea sur Special Lux |
| North Salem | États-Unis | 14 septembre 2016 | 18 septembre 2016 | Kent Farrington sur Gazelle     |
| Washington  | États-Unis | 25 octobre 2016   | 30 octobre 2016   | Lauren Hough sur Ohlala         |
| Lexington   | États-Unis | 1er novembre 2016 | 6 novembre 2016   | Kent Farrington sur Voyeur      |
| Toronto     | Canada     | 7 novembre 2016   | 12 novembre 2016  | Mclain Ward sur HH Azur         |
| Wellington  | États-Unis | 1er février 2017  | 5 février 2017    | Nayel Nassar sur Lordan         |
| Ocala       | États-Unis | 8 mars 2017       | 12 mars 2017      | Todd Minikus sur Babalou 41     |

### Ligue nord-américaine (Côte Ouest)
| Ville          | Pays       | Début            | Fin              | Vainqueur                                |
| -------------- | ---------- | ---------------- | ---------------- | ---------------------------------------- |
| Langley        | Canada     | 24 août 2016     | 28 août 2016     | Karl Cook sur Tembla                     |
| Rancho Murieta | États-Unis | 4 octobre 2016   | 9 octobre 2016   | Audrey Coulter sur Capital Colnardo      |
| Del Mar        | États-Unis | 19 octobre 2016  | 23 octobre 2016  | Enrique Gonzalez sur Chacna              |
| Calgary        | Canada     | 25 octobre 2016  | 29 octobre 2016  | Jenni McAllister sur Legis Touch the Sun |
| Las Vegas      | États-Unis | 15 novembre 2016 | 20 novembre 2016 | Christian Heineking sur NKH Caruso       |
| Guadalajara    | Mexique    | 25 janvier 2017  | 29 janvier 2017  | Francisco Pasquel sur Naranjo            |
| Thermal        | États-Unis | 7 février 2017   | 12 février 2017  | Ashlee Bond sur Chela LS                 |

### Ligue sud-américaine (Nord)
| Ville   | Pays      | Début              | Fin               | Vainqueur                                |
| ------- | --------- | ------------------ | ----------------- | ---------------------------------------- |
| Caracas | Venezuela | 21 juillet 2016    | 24 juillet 2016   | Vicente Guillen sur Elmer Van de Rispen  |
| Caracas | Venezuela | 28 juillet 2016    | 31 juillet 2016   | Diego Del Barco sur Pegasus on the Rocks |
| Bogota  | Colombie  | 1er septembre 2016 | 4 septembre 2016  | Rodrigo Diaz sur Celesta                 |
| Bogota  | Colombie  | 7 septembre 2016   | 11 septembre 2016 | Rodrigo Diaz sur Celesta                 |

### Ligue sud-américaine (Sud)
| Ville          | Pays      | Début             | Fin               | Vainqueur                                                |
| -------------- | --------- | ----------------- | ----------------- | -------------------------------------------------------- |
| Curitiba       | Brésil    | 28 avril 2016     | 1er mai 2016      | José Roberto Reynoso Fernandez Filho sur Meastro St Lois |
| Sol de Mayo    | Argentine | 12 mai 2016       | 15 mai 2016       | Nestor Nielsen Van Hoff sur Prince Royal Z Mfs           |
| Rio de Janeiro | Brésil    | 23 septembre 2016 | 25 septembre 2016 | Martin Rodriguez Vanni sur Liborius                      |
| São Paulo      | Brésil    | 5 octobre 2016    | 9 octobre 2016    | Cesar Almeida sur Zojasper Imperio Egipicio              |
| Porto Alegre   | Brésil    | 28 octobre 2016   | 30 octobre 2016   | Cesar Almeida sur Zojasper Imperio Egipicio              |
| Buenos Aires   | Argentine | 9 novembre 2016   | 13 novembre 2016  | Carlos Milthaler sur Marianita Candelaria                |

### Ligue sud-africaine
| Ville      | Pays           | Début            | Fin              | Vainqueur |
| ---------- | -------------- | ---------------- | ---------------- | --------- |
| Midrand    | Afrique du Sud | 29 avril 2016    | 1er mai 2016     |           |
| Steyn City | Afrique du Sud | 26 ami 2016      | 29 mai 2016      |           |
| Shongweni  | Afrique du Sud | 12 juin 2016     | 19 juin 2016     |           |
| Polokwane  | Afrique du Sud | 31 août 2016     | 4 septembre 2016 |           |
| Kromdraai  | Afrique du Sud | 20 octobre 2016  | 30 octobre 2016  |           |
| Kyalami    | Afrique du Sud | 25 novembre 2016 | 27 novembre 2016 |           |

### Ligue australienne
| Ville      | Pays      | Début             | Fin               | Vainqueur |
| ---------- | --------- | ----------------- | ----------------- | --------- |
| Sydney     | Australie | Reporté           | Reporté           |           |
| Gatton     | Australie | 29 juillet 2016   | 31 juillet 2016   |           |
| Gawler     | Australie | 28 août 2016      | 28 août 2016      |           |
| Adélaïde   | Australie | 8 septembre 2016  | 8 septembre 2016  |           |
| Melbourne  | Australie | 25 septembre 2016 | 25 septembre 2016 |           |
| Tamworth   | Australie | 7 octobre 2016    | 9 octobre 2016    |           |
| Hawkesbury | Australie | 14 octobre 2016   | 16 octobre 2016   |           |
| Perth      | Australie | 29 octobre 2016   | 30 octobre 2016   |           |
| Adélaïde   | Australie | 3 novembre 2016   | 6 novembre 2016   |           |
| Shepparton | Australie | 12 novembre 2016  | 13 novembre 2016  |           |
| Melbourne  | Australie | 18 novembre 2016  | 18 novembre 2016  |           |
| Sydney     | Australie | 8 décembre 2016   | 11 décembre 2016  |           |
| Boneo      | Australie | 28 janvier 2017   | 29 janvier 2017   |           |

### Ligue de Nouvelle-Zélande
| Ville      | Pays             | Début            | Fin              | Vainqueur |
| ---------- | ---------------- | ---------------- | ---------------- | --------- |
| Hastings   | Nouvelle-Zélande | 19 octobre 2016  | 21 octobre 2016  |           |
| Waikato    | Nouvelle-Zélande | 4 novembre 2016  | 6 novembre 2016  |           |
| Feilding   | Nouvelle-Zélande | 2 décembre 2016  | 3 décembre 2016  |           |
| Taupo      | Nouvelle-Zélande | 15 décembre 2016 | 17 décembre 2016 |           |
| Dannevirke | Nouvelle-Zélande | 6 janvier 2017   | 8 janvier 2017   |           |
| Waitemata  | Nouvelle-Zélande | 14 janvier 2017  | 15 janvier 2017  |           |

### Ligue japonaise
| Ville | Pays  | Début            | Fin              | Vainqueur |
| ----- | ----- | ---------------- | ---------------- | --------- |
| Osaka | Japon | 9 avril 2016     | 9 avril 2016     |           |
| Chiba | Japon | 21 mai 2016      | 21 mai 2016      |           |
| Nasu  | Japon | 5 juin 2016      | 5 juin 2016      |           |
| Fuji  | Japon | 3 septembre 2016 | 3 septembre 2016 |           |
| Osaka | Japon | 22 octobre 2016  | 22 octobre 2016  |           |
| Miki  | Japon | 3 décembre 2016  | 3 décembre 2016  |           |

### Ligue d'Asie du Sud-Ouest
| Ville   | Pays      | Début            | Fin              | Vainqueur                                |
| ------- | --------- | ---------------- | ---------------- | ---------------------------------------- |
| Pattaya | Thaïlande | 1er octobre 2016 | 2 octobre 2016   | Korntawat Samran sur Goemaar             |
| Pattaya | Thaïlande | 28 octobre 2016  | 30 octobre 2016  | Siengsaw Lertratanachai sur Courville L  |
| Pattaya | Thaïlande | 18 novembre 2016 | 20 novembre 2016 | Jaruporn Limpichati sur Irregular Choice |

### Ligue d'Asie Centrale
| Ville    | Pays         | Début         | Fin           | Vainqueur                          |
| -------- | ------------ | ------------- | ------------- | ---------------------------------- |
| Tachkent | Ouzbékistan  | 27 avril 2016 | 30 avril 2016 | Nurjon Tuyakbaev sur King Cornet L |
| Bichkek  | Kirghizistan | 26 mai 2016   | 29 mai 2016   | Umid Kamilov sur Care Royal        |
| Almaty   | Kazakhstan   | 17 juin 2016  | 19 juin 2016  | Azam Tolibbaev sur Ramiro          |

### Ligue arabe
| Ville      | Pays                | Début             | Fin               | Vainqueur |
| ---------- | ------------------- | ----------------- | ----------------- | --------- |
| Alexandrie | Égypte              | 8 septembre 2016  | 10 septembre 2016 |           |
| Alexandrie | Égypte              | 15 septembre 2016 | 17 septembre 2016 |           |
| Tetouan    | Maroc               | 30 septembre 2016 | 2 octobre 2016    |           |
| Rabat      | Maroc               | 6 octobre 2016    | 9 octobre 2016    |           |
| El Jadida  | Maroc               | 13 octobre 2016   | 16 octobre 2016   |           |
| Amman      | Jordanie            | 20 octobre 2016   | 22 octobre 2016   |           |
| Amman      | Jordanie            | 27 octobre 2016   | 29 octobre 2016   |           |
| Mostaganem | Algérie             | 2 novembre 2016   | 5 novembre 2016   |           |
| Riyad      | Arabie saoudite     | 23 novembre 2016  | 26 novembre 2016  |           |
| Riyad      | Arabie saoudite     | 30 novembre 2016  | 3 décembre 2016   |           |
| Doha       | Qatar               | 27 décembre 2016  | 29 décembre 2016  |           |
| Al Rayyan  | Qatar               | 1er janvier 2017  | 3 janvier 2017    |           |
| Abou Dabi  | Émirats arabes unis | 5 janvier 2017    | 7 janvier 2017    |           |
| Charjah    | Émirats arabes unis | 11 janvier 2017   | 13 janvier 2017   |           |
| Dubaï      | Émirats arabes unis | 26 janvier 2017   | 28 janvier 2017   |           |
| Al Ain     | Émirats arabes unis | 2 février 2017    | 4 février 2017    |           |

### Ligue caucasienne
| Ville    | Pays        | Début             | Fin               | Vainqueur |
| -------- | ----------- | ----------------- | ----------------- | --------- |
| Bakou    | Azerbaïdjan | 25 mai 2016       | 28 mai 2016       |           |
| Tbilissi | Géorgie     | 16 juin 2016      | 19 juin 2016      |           |
| Bakou    | Azerbaïdjan | 7 juillet 2016    | 9 juillet 2016    |           |
| Tbilissi | Géorgie     | 15 septembre 2016 | 18 septembre 2016 |           |
| Bakou    | Azerbaïdjan | 6 octobre 2016    | 8 octobre 2016    |           |

### Ligue chinoise
| Ville    | Pays         | Début          | Fin            | Vainqueur |
| -------- | ------------ | -------------- | -------------- | --------- |
| Gwacheon | Corée du Sud | 22 avril 2016  | 24 avril 2016  |           |
| Pékin    | Chine        | 30 avril 2016  | 3 mai 2016     |           |
| Pékin    | Chine        | 5 mai 2016     | 8 mai 2016     |           |
| Pékin    | Chine        | 4 octobre 2016 | 7 octobre 2016 |           |

## Finale
| Ville | Pays       | Début        | Fin          | Vainqueur               |
| ----- | ---------- | ------------ | ------------ | ----------------------- |
| Omaha | États-Unis | 27 mars 2017 | 2 avril 2017 | McLain Ward sur HH Azur |